# Echthrodape
Echthrodape is een geslacht van vliesvleugeligen uit de familie Torymidae. De wetenschappelijke naam van dit geslacht is voor het eerst geldig gepubliceerd in 1969 door Burks.

## Soorten
Het geslacht Echthrodape omvat de volgende soorten:
- Echthrodape africana Burks, 1969
- Echthrodape papuana Boucek, 1988